# Uncaged
Uncaged è il terzo album discografico del gruppo musicale country statunitense Zac Brown Band, pubblicato nel 2012. Il disco ha trionfato ai Grammy Awards 2013 nella categoria "miglior album country".

## Tracce
1. Jump Right In – 3:01
2. Uncaged – 3:30
3. Goodbye in Her Eyes – 5:24
4. The Wind – 2:56
5. Island Song – 3:43
6. Sweet Annie – 4:38
7. Natural Disaster – 3:02
8. Overnight (feat. Trombone Shorty) – 4:44
9. Lance's Song – 4:35
10. Day That I Die (feat. Amos Lee) – 4:53
11. Last But Not Least – 3:42

## Formazione
Gruppo
- Coy Bowles – chitarre, organo hammond
- Zac Brown - chitarre, voce
- Clay Cook - chitarre, piano, organo, hammond
- Daniel de los Reyes - percussioni, strumenti vari
- Jimmy de Martini - violino
- Chris Fryar - batteria
- John Driskell Hopkins - basso, cori